# Mike Fratello
Michael Robert "Mike" Fratello (nacido el 24 de febrero de 1947 en Hackensack, Nueva Jersey) es un entrenador debaloncesto estadounidense. Actualmente entrena a la Selección de baloncesto de Ucrania. Su último equipo en la NBA fue Memphis Grizzlies, a los que llevó a los playoffs durante dos temporadas, aunque no logró que el equipo cosechase ninguna victoria en la postemporada. También ha dirigido a Cleveland Cavaliers y Atlanta Hawks. En seis temporadas bajo el mando de los Cavs, el equipo logró 248 victorias y 212 derrotas, visitando los playoffs en cuatro ocasiones. Con los Hawks el récord fue de 324-250 y cinco apariciones en la postemporada, además de liderar la División Central en 1987 con 57 victorias. Fratello fue nombrado Entrenador del Año en 1986. En su carrera ha logrado 666 victorias y 542 derrotas con un porcentaje de 55.1, y sus equipos se han clasificado para playoffs en siete de sus 16 temporadas como entrenador de la NBA. A pesar de ser uno de los entrenadores más respetados de la NBA, nunca ha ganado un anillo, además de ser el técnico decimonoveno en la historia de la liga que más victorias ha conseguido y el vigesimoprimero en partidos dirigidos.
También ha sido comentarista de la NBC y TNT.
Fratello se graduó en el Instituto Hackensack en Hackensack, Nueva Jersey, donde fue el capitán de los equipos de baloncesto, béisbol y fútbol americano.

## Carrera
| Franquicia                         | Temporada | Victorias | Derrotas | Playoffs   |
| ---------------------------------- | --------- | --------- | -------- | ---------- |
| Atlanta Hawks                      | 1983      | 40        | 42       | 2-3 récord |
| Atlanta Hawks                      | 1984      | 34        | 48       |            |
| Atlanta Hawks                      | 1985      | 50        | 32       | 4-5 récord |
| Atlanta Hawks                      | 1986      | 57        | 25       | 4-5 récord |
| Atlanta Hawks                      | 1987      | 50        | 32       | 6-6 récord |
| Atlanta Hawks                      | 1988      | 52        | 30       | 2-3 récord |
| Atlanta Hawks                      | 1989      | 41        | 41       |            |
| Cleveland Cavaliers                | 1993      | 47        | 35       | 0-3 récord |
| Cleveland Cavaliers                | 1994      | 43        | 39       | 1-3 récord |
| Cleveland Cavaliers                | 1995      | 47        | 35       | 0-3 récord |
| Cleveland Cavaliers                | 1996      | 42        | 40       |            |
| Cleveland Cavaliers                | 1997      | 47        | 35       | 1-3 récord |
| Cleveland Cavaliers                | 1998      | 22        | 28       |            |
| Memphis Grizzlies                  | 2004      | 40        | 26       | 0-4 récord |
| Memphis Grizzlies                  | 2005      | 49        | 33       | 0-4 récord |
| Memphis Grizzlies                  | 2006      | 6         | 24       |            |
| Selección de baloncesto de Ucrania | 2011      | -         | -        |            |